# Neptunus en Triton

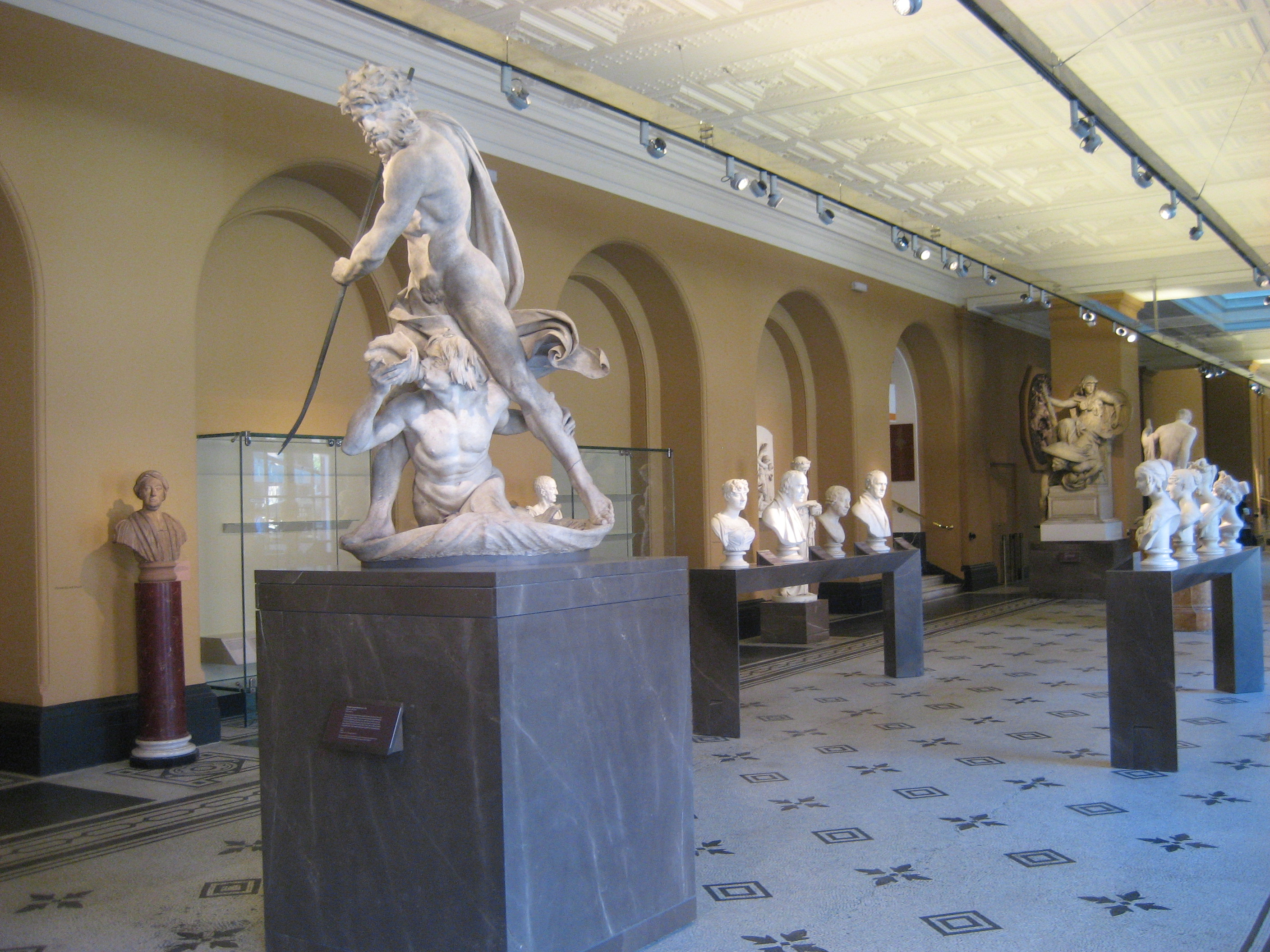
Neptunus en Triton, door Gian Lorenzo Bernini in het Victoria and Albert Museum in Londen

Neptunus en Triton is een sculptuur van de 17e-eeuwse Italiaanse architect en beeldhouwer Gian Lorenzo Bernini. Het beeld is te bezichtigen in het Victoria and Albert Museum in Londen.

## Voorstelling
Het onderwerp van het beeld komt uit Vergilius' Aeneas. Neptunus kalmeert de zee zodat Aeneas kan doorvaren. Triton, de zoon van Neptunus, geeft een signaal met zijn schelphoorn. Het beeldhouwwerk werd eigenlijk gemaakt als fontein waarbij water uit de schelphoorn kwam.

## Herkomst
Het beeld werd gemaakt in opdracht van kardinaal Peretti Montalto om de vijver in de tuin van zijn villa op de heuvel Esquilijn mee te versieren. Later werd het beeld opgekocht door een Engelsman.